# Rachel Komisarz
Rachel Komisarz (Warren, 5 dicembre 1976) è un'ex nuotatrice statunitense.

## Biografia
Ha rappresentato gli Stati Uniti ai Giochi olimpici estivi di Atene 2004, vincendo la medaglia d'oro nella staffetta 4x200 metri stile libero, con le connazionali Natalie Coughlin, Carly Piper, Dana Vollmer, Kaitlin Sandeno, Lindsay Benko, Rhiannon Jeffrey, senza scendere in acqua in finale.

## Palmarès
- Olimpiadi

Atene 2004: oro nella 4x200 metri sl e argento nella 4x100m misti.
- Mondiali

Barcellona 2003: oro nella 4x200m sl.
Montreal 2005: oro nella 4x200m sl e argento nella 4x100m misti.
Melbourne 2007: argento nella 4x100m misti.
- Mondiali in vasca corta

Mosca 2002: argento nella 4x200m sl e bronzo nei 400m sl.
Indianapolis 2004: oro nella 4x200m sl e argento nei 100m farfalla,
Shanghai 2006: argento nei 100m farfalla e nella 4x100m misti e bronzo nella 4x100m sl.
Manchester 2008: oro nella 4x100m misti e argento nei 100m farfalla.
- Giochi PanPacifici

Victoria 2006: argento nei 100m farfalla.